# 雨中歌唱的谭诗曲
《雨中歌唱的谭诗曲》（簡稱：。）是 Emu 公司制作并于2002年2月1日发布的18禁恋爱冒险游戏。

## 遊戲簡介
淺野孝一（男主角）是住在松野澤市內的一名普通學生。4年前，他與某位名叫“雨”的少女在其親屬 伊藤千夏 所在的醫院相遇并且成為了朋友。之后雨因為尿毒癥而去世。而在雨死去兩年后，孝一的父母也因為意外而去世。和雨定下了某個“約定”的孝一，在其親屬伊藤千夏的堅持下寄宿在千夏的家中，就這樣在渡過了四年。
春假的某天（4月1日），千夏向孝一提出了一個驚人的提案：她負責的3個病人將要來這里一起居住兩個星期。千夏在醫院里是精神科的醫生，而千夏的祖父正是那家醫院的院長。據千夏本人說，這三個被稱為“松澤市醫院的美少女三人組”的病人到這里來住的原因是為了讓其能早日適應正常社會，然而真正的原因……
于是，充滿未知的2周同居生活將要開始了……

## 女主角介紹
倉石悠（聲優：草柳順子）
身高：159cm。3圍：B81,W56,H80
初次見面的人都會認為她是個標準的淑女，然而個性相當強烈，說話經常帶有命令口氣（主要是針對主角）。非常反感別人用“お前”來稱呼她。擅長使用小刀（以及投擲）。頭腦相當不錯，雖然沒有正式學歷但是12歲時就有了進入大學的實力。意外的相當崇敬伊藤千夏。
小笠原美佳（聲優：綾瀬まゆ）
身高：146cm。3圍：B74,W53,H77
開朗的小LOLI，非常擅長各類競賽遊戲和折紙。大部分騷亂的始作俑者，然而本人一點反省的意思都沒有。由于未知原因無法感覺到像『疼痛』『悲傷』這類負面感情，但是當在自己的母親面前時便會感到恐懼并且情緒失控。
森永美月（聲優：西田こむぎ）
身高：161cm。3圍：B85,W59,H88
3人組中看上去最正常的人。平時溫柔體貼，擅長家務和烹飪，可以說是相當完美的家庭主婦型女生。然而如果沒人看著的話便會很快的陷入發呆狀態，且不分時間不分場合。體內隱藏了另一重人格，在深夜時便會表現出來。
春木七菜子（聲優：かわしまりの）
身高：154cm。3圍：B82,W57,H82
與孝一是青梅竹馬，現在則是孝一的女朋友。相當關心孝一的事，對于孝一的一切都很了解。家長是小有名氣的生意人。極其喜歡橘子，自己的東西無論是傘也好睡衣也好全部都是和橘子有關的。跟千夏很親近，把她當作姐姐一般看待。
伊藤千夏（聲優：長崎みなみ）
身高：166cm。3圍：B88,W60,H84
孝一的現任監護人，25歲。相當優秀的醫生，原本在研修階段是主攻外科，然而后來因為“某件事”，轉而攻讀精神科。喜歡制作一些奇怪的東西，每天早上都會自爆的鬧鐘便是她的杰作。個性外向，不論和什么人都能談得來，喜歡重型機車，并將自己的機車稱為『愛馬』。料理水平相當差勁。
野村今日子（聲優：吉川華生）
身高：165cm。3圍：B86,W58,H85
最近出現在孝一家附近的旅行藝人（自稱）。最近似乎因為收入情況不好而處于流浪狀態。雖然是個美女然而個性惡劣，是個連要挾小孩子這種事都做得出的家伙，意外的是她經常會被孝一欺負。如同一個搞笑角色存在的她，實際身份是……
木野原雨（聲優：長崎みなみ）
已去世。
孝一于四年前在千夏所在的醫院遇上的開朗女孩，因為腎臟疾病住院，之后醫治無效而死去。與孝一定下了『如果下雨，你就會來看我么？』的約定。即使在死去4年后也讓孝一無法忘懷的人。